# 日内瓦圣经
日内瓦圣经（英語：Geneva Bible），有时被戏称为“马裤圣经”（Breeches Bible），是历史上最重要的英语圣经译本之一。它比杜埃-兰斯圣经（Douay Rheims Bible）早22年问世，比詹姆斯王译本（King James Version）早51年诞生。作为16世纪英国新教的主要圣经版本，威廉·莎士比亚、奥利弗·克伦威尔、约翰·诺克斯、约翰·多恩等历史名人都曾使用过该译本。它还是首批随五月花号抵达美洲的圣经之一（朝圣者大厅博物馆收藏了多位五月花号乘客的圣经），其卷首插图更是启发了本杰明·富兰克林设计美国第一枚国徽的灵感。
日内瓦圣经深受众多英国异议教徒的推崇，甚至在英格兰内战时期仍受到克伦威尔麾下士兵的重视，这一点在《士兵袖珍圣经》手册中有所体现。
由于日内瓦圣经的语言更加铿锵有力、富有活力，大多数读者认为该译本远胜于《大圣经》。正如克莱兰·博伊德·麦卡菲所言："它纯粹以卓越的品质优势将《大圣经》逐出历史舞台"。